# Natalia Gantimúrova
Natalia Serguéyevna Gantimúrova (del ruso: Наталья Гантимурова); nacida el 14 de agosto de 1991 en la ciudad de Cheliábinsk, es una modelo ganadora del certamen de belleza Miss Rusia 2011 (anteriormente ganado por Irina Antonenko) ella concursó en el Miss Universo 2011 en la ciudad de Sao Paulo , Brasil donde no logró clasificar.

## Biografía
Nació en Cheliábinsk con sus padres Serguéi Gantimúrov and Svetlana Nósyreva y estudia negocios internacionales en una universidad rusa.

### Búsquedas Relacionadas
- Irina Antonenko

- Datos: Q452968